# It's Christmas Time (Cascada)
It's Christmas Time è settimo album del gruppo euro-dance Cascada, pubblicato il 30 novembre 2012. Si tratta di un album natalizio.

## Tracce
1. Let It Snow
2. Have Yourself a Merry Little Christmas
3. Last Christmas
4. Jingle Bell Rock
5. Santa Claus Is Coming to Town
6. I'll Be Home for Christmas
7. Away in a Manger
8. Somewhere at Christmas Time
9. Winter Wonderland
10. Christmas Song
11. O Holy Night
12. Silent Night